# St. Louis Bombers
St. Louis Bombers war der Name einer US-amerikanischen Basketballfranchise in St. Louis, Missouri, die von 1946 bis 1950 in der BAA, der späteren NBA, spielte.

## Geschichte
Die Bombers waren 1946 Gründungsmitglied der BAA. Während der drei Spielzeiten in der BAA holten die Bombers einmal den Conference-Titel und erreichten stets die Play-offs. In der Saison 1947–1948 verloren sie in den Semifinals erst im siebten Spiel gegen die Philadelphia Warriors. In der ersten Saison unter dem Namen NBA bestritten die Bombers das erste Saisonspiel gegen die Tri-Cities Blackhawks und gewannen 72-51. Nach dieser Saison stellte der Verein den Spielbetrieb ein.

## Saison für Saison
| Saison  | Siege:Niederlagen | Prozent | Play-offs                         |
| ------- | ----------------- | ------- | --------------------------------- |
| 1946/47 | 38:23             | 62,3    | (Niederlage in den Quarterfinals) |
| 1947/48 | 29:19             | 60,4    | (Niederlage in den Semifinals)    |
| 1948/49 | 29:31             | 48,3    | (Niederlage in den Semifinals)    |
| 1949/50 | 26:42             | 38,2    | (nicht in den Play-offs)          |
| gesamt  | 122:115           | 51,2    | drei Playoff-Teilnahmen           |